# Договор в Монтгомери

Уэльс после договора в Монтгомери в 1267 году
Гвинед, княжество Лливелина ап Грифита
Территории покорённые Лливелином
Территории вассалов Ливелина
Владения баронов Марки
Владения короля Англии

Договор в Монтгомери — англо-валлийский договор, подписанный 29 сентября 1267 года в Монтгомеришире, согласно которому король Англии Генрих III признал Лливелина ап Грифида принцем Уэльским. Это был единственный случай, когда король Англии признал право правителя Гвинеда над Уэльсом. Ранее, дед Лливелина, Лливелин Великий претендовал на то, чтобы быть фактическим принцем Уэльса, используя титул «принц Аберфрау, лорд Сноудона» в 1230-х годах, после подчинения других валлийских династий. Точно также, дядя Лливелина, Давид ап Лливелин претендовал на титул принца Уэльского во время своего правления с 1240 по 1246 год. Однако, только превосходство Лливелина в конце 1260-х годов, вынудило английскую корону, ослабленную внутренними противоречиями, признать его власть в Уэльсе.

## Условия договора
Многие условия договора были предусмотрены договором в Пиптоне, подписанном в 1265 году между Ллливелином и Симоном де Монфором. Согласно договору 1267 года Билт был уступлен Лливелину вместе с Бреконом и Гвертрионом в среднем Уэльсе. Спорный замок Сенфлис, который Лливелин отобрал у Роджера Мортимера в 1260 году, был возвращён Роджеру, с условием, что замок будет принадлежать Ллевелину при условии, что тот сможет подтвердить своё право на него. Лливелин также получил замок Уитингтон в современном Шропшире, ранее принадлежавший его деду в 1220-х годах, и получил заверения, что на протяжении шетидесяти лет в Хаваррдене не будет строиться замок, что позволило защитить северо-восточную границу Уэльса. Договор также позволил возвратиться брату Ллевелина Давиду ап Грифиду, бежавшему в Англию в начале 1260-х годов.
Ключевыми словами договора были:

За княжеств, земли, оммажи, пожалования, принц и его преемники будут обязаны давать клятву верности, оммаж и услуги королю и его наследникам, которые он или его предшественники привыкли или обязаны давать королям Англии.

## Смысл
Хотя договор требовал, чтобы Лливелин принёс за свои владения оммаж королю Англии, на самом деле это было признанием силы и авторитета принца. Однако после того, как королём Англии стал Эдуард I, отношения между Англией и Уэльсом ухудшились, и король объявил в 1276 году Лливелину войну; договор в Аберконуи заменил положения, изложенные в Монтгомери, и резко ограничил власть Лливелина.